# Borrado de archivos

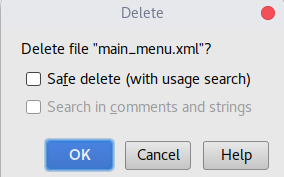
Archivo visual

El borrado de archivos o eliminación de archivos es la acción que ejerce una unidad de disco duro al marcar un grupo de sectores ocupados del mismo como sectores libres. El borrador de archivos es una forma de eliminar un archivo de un sistema de archivos informático.
Ejemplos de razones para la eliminación de archivos son:
- Liberar espacio en disco
- Extracción de datos duplicados o innecesarios para evitar confusiones
- Ocultar información confidencial a los demás

Todos los sistemas operativos incluyen comandos para borrar archivos (rm en Unix, era en CP/M y DR-DOS , del/erase en MS-DOS/PC DOS, DR-DOS, Microsoft Windows , etc.). Los administradores de archivos también proporcionan una forma cómoda de eliminación de archivos. Los archivos se pueden eliminar uno por uno o bien eliminar el árbol de directorios entero.

## Borrado común
El borrado común se ejecuta cuando el disco duro no realiza tarea de borrado completo, sino que marca espacio en uso por espacio libre, pudiendo así, convertirse en espacio libre, dejando así espacio libre para que pueda ser ocupado por otros en el futuro.

## Borrado seguro
El borrado seguro se ejecuta cuando al borrar un archivo, alguna utilidad de borrado escribe ceros sobre el archivo, no permitiendo que éste se pueda recuperar posteriormente.